# Э
Э (э) je cirilska črka.